# Casa Matriz del Banco Central
La Casa Matriz del Banco Central de Uruguay es un edificio situado en la Ciudad Vieja de Montevideo. Construido en la década de 1960, actualmente alberga la sede del Banco Central de Uruguay.

## Historia
Fue construido a inicios de los años sesenta y proyectado por los arquitectos Lucas Ríos y Alejandro Morón para albergar a la entonces Caja de Jubilaciones y Pensiones Bancarias, el proyecto consistía en un edificio de doce plantas, de las cuales solamente tres estarían destinadas a la mencionada institución. En 1967 con la creación del Banco Central, el edificio fue destinado como sede del organismo, quien paso a ocupar hasta la actualidad, toda la superficie del mismo. El edificio también alberga al Museo Numismático.